# حاکمیه (استان بویره)
حاکمیه (به عربی: الحاکمیة) یک شهرداری در الجزایر است که در استان بویره واقع شده‌است. حاکمیه ۲٬۲۱۳ نفر جمعیت دارد.